# 이낙연
이낙연(李洛淵, 1952년 12월 20일~)은 대한민국의 신문 기자 출신의 정치인이다. 5선 국회의원, 제37대 전라남도지사, 제45대 국무총리, 제4대 더불어민주당 당대표, 초대 새미래민주당 공동대표 등을 지냈다.
동아일보 기자 출신으로 제16·17·18·19·21대 국회의원을 지냈다. 또한 앞서 언급한 것처럼 제37대 전라남도지사였으며, 문재인 정부 당시 제45대 대한민국 국무총리를 지냈다.

## 생애

### 출생과 성장
본관은 전주이며, 조선 태조(이성계)의 이복 형인 완풍대군(이원계)의 20대손이다. 1952년 12월 20일(음력 11월 4일)에 전라남도 영광군 법성면 용덕리에서 아버지 이현옥(李鉉玉, 훗날 개명하여 이두만(李斗萬), 1921년 12월 8일~1991년 5월 13일)과 어머니 진소임(陳小姙, 1926년 12월 11일~2018년 3월 25일)의 사이에서 셋째아들(3남이자 넷째)로 태어났다. 그는 원래 10남매(6남 4녀) 중 3남(셋째아들이요, 모든 형제자매 10남매 가운데 네번째)인데, 형 2명과 누이동생 1명은 어려서 병으로 모두 사망하고, 위로 누나가 한 명 있는 사실상 7남매 중 장남이자 둘째로 출생하였다. 그의 어머니는 농사일과 채소 장사를 병행하였다. 영광 삼덕국민학교(현재의 영광 법성포 초등학교), 광주북성중학교, 광주제일고등학교를 거쳐 서울대학교 법학과를 졸업했다. 서울대학교를 졸업하자마자 카투사로 입대해 이태원의 미8군 21수송중대에서 근무하고 육군병장으로 만기 전역했다. 제대 후 생계를 위해 1978년 2월 한국토지신탁에 입사했으나, 이듬해 퇴사하고 1979년 3월 동아일보에 취직하면서 기자 생활을 시작했다.
한국토지신탁 사원 시절이던 1978년 당시 이화여자대학교 서양화과를 갓 졸업한 신입 중등교원 초년이던 고등학교 미술 교사 김숙희(金淑姬, 1955년생)와 맞선자리에서 만나 교제 끝에 1980년 결혼해 1982년 3월 15일 출생한 아들 이동한(李東翰)을 두었다. 무녀독남 외동아들 이동한은 32세 때였던 2013년 동갑내기 초등학교 동창(한소정)과 결혼했고, 1남 1녀를 두었다.

### 언론인
1979년 3월 2일, 동아일보에 기자로 입사해 정치부와 외신부 기자로 활동했다. 동아일보 정치부 기자 시절이던 1987년 8월부터 1988년 3월까지는 상도동계(당시 김영삼 통일민주당 총재 측)의 출입 기자였으며, 이후 1989년 12월부터 1993년 4월까지 동아일보 국제부의 일본 도쿄 주재 특파원으로 파견됐다. 해당 부서에 재직 중이던 1991년 5월 13일에 선친(이두만)이 별세하는 부고를 접해 잠시 귀국했다. 2년 지난 후에 귀국한 후 1993년 4월부터 1994년 1월까지 동아일보 편집국 기획특집부 기자로 일했다. 1994년 1월부터 1997년 9월까지 정치부, 정치1부, 기획부, 국제부 차장을 역임했다. 1997년 10월부터 1999년 2월까지 논설위원을 지냈다. 1999년 2월부터 2000년 2월까지 동아일보 국제부 부장을 역임하고 2000년 2월 1일 퇴직하였다.

### 국회의원
1994년 1월 11일, 동아일보 정치부 기자로 일하던 시절에는 그때부터 〈'동교동계'〉로 불리던 옛 민주당(당시 김대중 총재의 당 본진)을 출입했다. 1987년 김대중이 사면복권된 후 그의 밀착 취재를 담당하던 이낙연은 김대중 취재 과정에서부터 결국, 1988년 3월까지 4개월 동안 평화민주당 총재 등을 역임한 김대중과 사실상 가까워질 수 있었다. 한편, 김대중은 1989년 6월부터 이낙연에게 총선 출마를 권유했으나, 이낙연은 계속 거절해 왔다. 이후 2000년 2월 1일 동아일보 퇴직 직후 2000년 2월 22일, 제16대 총선에서 당시 제15대 대통령 겸 새천년민주당 총재 김대중 측의 발탁으로 고향인 전남 함평ㆍ영광 지역구에 출마, 당선되며 정계에 입문했다.
초선 시절에는 두 차례 새천년민주당 대변인을 역임했다. 그리고 2002년 치러진 제16대 대통령 선거에서는 노무현 대통령 후보의 대선 선거대책위원회 대변인을 맡았다. 노무현 당선 이후에는 당선자 대변인으로 활동을 이어갔으며, 대통령 취임사 작성도 맡았다. 새천년민주당 대변인으로서 2002년 11월 15일 당시, 1930년대 일제 시대의 마라토너 출신의 원로 스포츠 기관 단체 인사 손기정 선생의 별세 추도 논평을 했다. 특히 2002년 12월 15일 일요일, 제16회 대선 당시 후단협(대통령 후보 단일화 추진 협의회)의 구성원이었던 국회 의원들에게 "지름길을 모르거든 큰길로 가라. 큰길을 모르겠거든 직진하라. 그것도 어렵거든, 일단 차라리 멈춰 서서 생각해 보라."라는 논평을 내기도 했다. 이낙연은 민주당에서 5번이나 대변인을 맡았다.
4선 국회의원을 지내는 동안 203건의 제·개법률안 대표발의했고, 국회 농림수산식품위원장, 민주당 전남도당 위원장, 사무총장을 역임했다. 도쿄 특파원 시절 쌓은 인맥을 발판으로 국회 한·일 의원연맹 수석부회장 등을 지냈다.
2000년 제16대 국회의원으로 당선된 후 국회 통일외교통상위원회 위원으로 활동하면서, 국회 일본의 역사교과서 왜곡 시정을 위한 특별위원회 간사와 과거사 진상규명에 관한 특별위원회 위원을 역임했다.
2004년 제17대 국회에 들어서 이낙연은 국회 건설교통위원회 위원으로 활동했다. 그는 국정감사를 앞두고 고속철도(KTX)와 대형 국책사업 등의 문제점을 파헤치기 위해 현장 르포를 발표하기도 했다. 이를 위해 서울 용산역부터 광명역, 대전역, 부산역 등을 잇달아 방문했다. 당시 이낙연 의원이 매년 발표하던 국감 르포보고서는 야당 의원들이 국감에서 주로 다루는 ‘정부와 여당 공격형’ 이슈와는 동떨어져 있어 세간의 주목을 크게 받지는 못했지만 뛰어난 현장성으로 화제가 됐었다.
2008년부터 2010년까지 국회 농림수산식품위원장으로 재직하며 농어가 부채 부담의 일부 완화, 조사료 기반 확충을 위한 경관보전직불제 신설, 농어업 재해보험 확대, 사료구매자금 이자경감, 섬 농축수산물 해상운송비 지원 등의 활동을 했다.
기획재정위원이던 2012년에는 농협, 수협, 축협, 산림조합, 신협, 새마을금고 등 서민금융기관 이용자에 대한 비과세 및 세금감면의 혜택을 3년 더 연장하도록 하여, 그 결과 서민금융기관의 3,000만원 이하 예금 이자와 조합원 출자배당, 조합원 융자서류 인지세는 3년간 비과세되고, 조합의 법인세 감경은 2년간 유지하게 됐다.
국회의원으로 활동할 당시 NGO 모니터단으로부터 국정감사 우수의원으로 10차례 선정됐으며, 2009년 국회 농식품위원장 시절에는 '최우수위원장상'을 받았다.
원래 종교를 믿지 않았던 그는 16대 국회의원 재직 시절인 2003년 10월, 아들(이동한)의 수술을 계기로써 개신교(예장통합)의 신앙을 받아들이게 되었으며, 김칠수 목사에게 세례를 받고 교회의 서리집사가 되었다. 2022년 20대 대선 이후 미국에 체류할 당시 새벽 예배까지 출석할 정도로써 독실한 신앙인으로 알려져 있다.

### 전라남도지사
이낙연은 2014년 제6회 전국동시지방선거 전라남도지사 선거에 출마해 78%의 득표율로 당선됐다. 이낙연은 도지사시절 서민정책과 열린 소통, 따뜻한 리더십을 주장했다. 전라남도의 서민시책으로 '100원 택시','개천에서 용 나게 하는 사업', '주거환경 취약계층 행복둥지 사업', '서민 빚 100억 탕감 프로젝트' 등을 시행했다.
이낙연 지사가 2014년 7월 전남 지사로 취임한후 농도 전라남도에서 제조업 분야 일자리가 늘어나는 의미 있는 성과를 보여주었다.
2015년 공약 이행 성과는 21개중 20개로 대략 95%가 넘는 공략이행률(SA 최우수등급)을 달성했다는, 이듬해 2016년 당시의 공약 이행 실적 평가를 받은 바가 있다.
그러나 2016년 한국매니페스토실천본부(이하 매니페스토본부)가 150여 일간 진행했던 "민선 6기 전국 시·도지사 및 교육감 공약 이행 및 정보공개 평가"에 의하면 공약 이행 종합 평가 결과 55점 이상인 B 등급을 받는 데 그쳐 유정복 인천광역시장과 함께 전국 꼴찌를 차지했다. 해당 평가를 위한 조사에서 전라남도는 총 76개의 공약 중에 사업 종료인 완료 공약 5개, 이행 뒤 계속 추진 15개, 정상 추진 50개, 그리고 일부 추진 6개로 확인됐다.
2016년 당시 고용노동부 주관으로 열린 ‘전국 자치단체 일자리 대상 시상식’에서는 전국 243개 지자체 평가에서 드디어 1위에 올라 ‘종합대상’을 수상, 재정 인센티브 4억 원을 확보했다.

2017년 1월 15일 여수수산시장에 화재 당시 이낙연은 즉각 현장에 대책본부를 설치하고, 화재 발생 5일 만에 임시판매장을 개설해 상인들의 설 대목 영업을 지원했다.
이낙연은 지사 시절 직원이나 기자들과 막걸리를 마시며 격의 없이 소통하는 것을 즐겼다고 한다.
전국 시도지사 직무수행 평가에서 항상 원상급의 수위권을 차지했으며, 퇴임(전남지사 사퇴)하기 직전 전국 시도지사 직무수행 평가(2017년 2월~4월)에서 충남지사 안희정의 뒤를 이은 2위를 기록했다.

### 국무총리
이낙연은 2017년 5월 31일 문재인 정부 초대 국무총리로 취임하였다. 이 총리는 취임식에서 “내각다운 내각을 통할하도록 명령받았다”며 “내각다운 내각은 유능하고 소통하며 통합하는 내각”이라고 밝혔다. 또한 “국민, 그리고 국민의 대표기관인 국회와 부단히 소통할 것”이라고도 했다.

#### 국정 운영
이 총리 취임 이후, 문재인 대통령과의 ‘주례회동’이 정례화되었다. 특히 문재인 대통령 제안으로 기존의 ‘주례보고’라는 명칭이 ‘주례회동’으로 바뀌었다. 이 총리의 힘은 사실상 ‘주례회동’에서 나온다는 평가가 많다. 대통령과 일주일에 한 번씩 정례적으로 따로 만난다는 것 자체가 총리의 위상을 보여준다는 것이다.
주례회동이 실효 있고 내실 있게 진행되고 있다는 것을 다행스럽게 생각합니다. 대통령께서 하나하나 사안에 대해 그때그때 당신의 생각이나 지침을 주시는 게 내각의 운영에 엄청난 도움을 받고 있습니다. 그것이 내각이 해야 할 일들을 착오 없이 해나가는데 굉장히 중요한 과정입니다.— 2017. 7. 4, 뉴스핌 월간 안다 인터뷰

2018년 4월 환경부가 주무부처였던 ‘폐비닐 대란’ 관련 대응방안 발표 일정이 연기된 것은 대표적인 사례이다. 당초 환경부는 국정현안점검조정회의 때 대응방안을 안건으로 상정하고, 장관이 언론에 브리핑도 할 예정이었지만 갑자기 취소하는 일이 벌어졌다. 사전보고를 받은 이 총리가 대책이 현장과 동떨어져 있다며 안건에서 제외하라고 지시했다고 한다.
장차관님들께 드릴 말씀이 두 가지 있습니다. 하나는 장차관님들이 현장에 더 자주 다니시라는 말씀입니다. 민생현장, 산업현장, 노동현장, 재해현장, 정책현장 등을 더 부지런히 다니셔야 합니다. 특히 국민께서 힘들어하실 때, 땀 흘려 애쓰실 때, 장차관님들이 그런 국민 곁에 있어 드리시기 바랍니다. 또한 정책이 잘 이행되는지, 잘 수용되는지, 무슨 정책이 필요한지 등을 늘 현장에서 확인하시기 바랍니다.— 2019. 1. 10, 제64회 국정현안점검조정회의

이 총리의 내각 장악력은 ‘디테일’에서 나온다는 평가가 많다. 오랜 기자 생활과 풍부한 행정경험이 어우러져 각 현안에 대한 이해도가 높기 때문이라는 분석이다. 평소 ‘디테일’을 강조하는 스타일로 인해 관가에서는 ‘이테일’이라는 별명도 갖고 있다. 이 총리의 바지 오른쪽 뒷주머니에 꽂혀 있는 수첩엔 ‘깨알 메모’가 가득하다. 신문을 보거나 누구한테 얘기 듣거나 한 것을 다 메모해서 펴놓고 내부 간부회의 때 얘기한다고 한다. 특히, 강원 산불 현장방문 시 그가 작성한 메모 수첩이 ‘깨알 수첩’으로 언론에 보도되며 화제가 되기도 했다.
21년 동안 신문기자로 일하면서 얻은 많은 것들은 제 생애에 걸쳐 가장 소중한 자산으로 작용하고 있습니다. ‘모든 판단을 정확한 사실에서 출발하려하는 버릇’, ‘어떤 사안이든 균형 있게 보려하는 습성’, ‘잊히거나 무시되기 쉬운 그늘에도 빛을 비추어 보려 하는 생각’, ‘정확하되 야비하지 않게 표현하려는 노력’, ‘바지 뒷주머니에 지금도 취재수첩을 넣고 다니면서 끊임없이 메모하는 생활’, 이 모든 것들은 신문기자 경험이 제게 남긴 귀중한 선물입니다.— 2017. 6. 29, 한국신문협회 창립60주년 기념 축하연

#### 경제 분야
경제 분야에서 이낙연 총리는 현 정부의 규제개혁 추진 방향이나 진행 상황을 직접 점검하였다. 한편으론 재계 인사와의 회동도 자주 가지면서 대선 행보의 길 닦기라는 평가를 받았다. 이 총리는 규제혁신 분야에서 산업 현장을 자주 찾고, 기업인들도 꾸준히 만났다. 현장의 목소리를 직접 듣고 이를 정책에 반영할 것을 지시하였다. 특히 “규제는 중년 남자의 허리 같은 것”이라고 말했다. 또 “규제는 내버려 두면 반드시 늘어나게 돼 있고, 비상한 각오를 하지 않는 한 줄어들지 않는다”고 말하기도 했다.
2019년 1월부터는 ‘규제 샌드박스’ 제도를 새로 도입하여 시행하였다. 이 총리는 4월 25일 국정현안점검조정회의에서 “연내에 100개 이상 규제 샌드박스 결실이 나오도록 노력해달라”고 당부했다.
2019년 7월 16일에 발표된 규제 샌드박스 시행 6개월 성과에 따르면 총 81건의 과제를 승인하여 올해 목표치인 100건의 80%를 달성하였다. 2019년 내에 170여건에 달할 것으로 예상된다. 이는 ‘규제 샌드박스의 원조 국가’인 영국보다 4배 정도 많은 숫자다. 심사기간도 영국과 일본은 평균 180일인데 비해 한국은 44일에 불과했다. 규제 샌드박스의 대표적인 성과로는 9월에 완공된 국회 수소충전소를 들 수 있다. 현행법상 국회가 위치한 곳은 상업지역으로 분류되어 수소충전소 설치가 불가능했지만, 규제 샌드박스 1호 사업으로 추진되어 7개월 만에 인허가에서 완공에까지 이르렀다.
KT와 카카오페이의 ‘모바일 전자고지’ 서비스도 지난 2월 정보통신기술(ICT) 분야 규제 샌드박스 1호 지정 사례이다. 국민연금공단에 따르면 상반기 904만건의 공단 고지서 중 55%인 496만건이 우편이 아닌 휴대전화 문자메시지로 바뀌었다. 고지서 발송비용 11억 3천만원이 절약되었으며 가입자 도달률도 개선되었다.
규제 샌드박스는 신기술과 신사업의 진흥을 위해 새로 도입하는 혁신적 규제혁파 방식입니다. 우리가 규제 샌드박스를 도입한 취지는 규제를 더 대담하게 혁파하자는 것입니다. 그 취지에 부응하려면 적극행정이 이루어져야 합니다. 규제가 없거나 모호하다면 허용하는 것이 원칙이라는 생각으로 행정에 임해 주시기 바랍니다.— 2019. 1. 10, 국정현안점검조정회의

2019년 3월 총리 주재 국정현안점검조정회의에서 ‘적극행정 추진방안’을 확정하였다. 8월에는 ‘적극행정 운영규정’을 대통령령으로 제정하여 일반규정으로 제도화하였다. 적극행정이 지역단위까지 확산될 수 있도록 전 부처와 지자체 등 기관별 자체 실행계획을 수립하도록 하여, 10월 10일 ｢적극행정 성과공유대회｣에 참석하여 추진상황을 점검하였다.
이 총리는 군산‧통영 등 고용·산업 위기 지역에 대한 지원대책 마련에 나섰다. 2017년 7월 현대중공업의 군산조선소 가동중단, 2018년 2월 한국GM 군산공장 폐쇄 결정 이후 수시로 해당 지역의 현장을 방문하여 애로를 듣고 국정현안점검조정회의를 통해 대책을 마련하였다. 2018년 10월에는 통영‧거제 지역의 조선소 현장을 방문해 의견을 청취하였으며, 11월에는 중소조선·기자재업체 대상 7천억 원 규모의 보증을 포함한 ‘조선산업 활력제고 방안’을 발표하였다. 12월에는 지역경제의 어려움을 겪고 있는 구미 지역을 방문하여 지역 경제계 대표들과 간담회를 갖고 구미산단 활성화 및 지역산업 혁신성장 방안을 논의하였다.
지금도 군산, 통영, 거제 같은 지역은 힘든 시기를 보내고 있습니다. 이들 지역의 경제 활력을 회복하기 위해서는 그동안 정부가 마련한 지역 지원 대책을 더 속도감있게, 실효성 있게 추진해야 합니다.— 2018. 11. 22, 국정현안점검조정회의

2019년 1월에는 용인시에 소재한 도시형소공인 집적지구를 방문하여 소공인들을 격려하고 중소벤처기업부에 “소공인들이 창업 후에도 지속적으로 성장할 수 있는 방안을 검토해달라”고 지시하였다. 2월에는 깻잎 최대 주산지인 금산의 만인산농협 산지유통센터를 방문하였으며, 같은달 음성군 축산물공판장 및 한우 경매장, 부여군 밤 가공시설 현장을 방문하여 현장근로자들을 격려하였다. 6월에는 전남 대불산단 소재 조선산업지원센터와 중소 조선사를 방문하여 ‘조선업 활력제고 대책’과 ‘산업･고용위기지역 지원대책’의 추진상황을 점검하였다.
이 총리는 취임 직후부터 전통시장(서울 통인·남대문·중부시장, 청주 육거리시장, 여수 수산시장, 대구 서문시장, 전주 남부시장, 대전 유성 5일장 등)을 방문하였다. 시장방문을 통해 민생대책 진행상황을 점검하고, 전통시장 활성화를 위한 정부의 지원 의지를 밝혔다.
자영업자를 포함한 소상공인을 더 돕자는 말씀입니다. 소상공인들은 몹시 큰 어려움을 겪고 계십니다. 정부와 지자체는 소상공인의 고통을 덜어드리기 위해 다양한 정책을 펴고 있습니다. 정책은 정책대로 더 보완하고 강화해야 합니다. 그에 더해서 말씀드립니다. 공직자들이 가족이나 동료와 함께 직장 주변이나 마을의 식당을 좀 더 이용해 주시고, 전통시장도 더 들러주시기 바랍니다.— 2019. 5. 30, 국정현안점검조정회의

#### 사회 분야
이 총리는 사회적 약자의 어려움을 살피고 개선하는 데 주력해 “더위가 약자에게 더 덥듯이, 추위는 약자에게 더 춥다”는 안타까움의 표현과 함께 그에 대한 대비가 필요함을 국무회의‧국정현안점검조정회의나, 영화 ‘기생충’ 관람 시 등 여러 차례 언급하기도 했다.
폭염이건, 혹한이건, 교통사고건, 지진 같은 천재지변이건 희한하게도 이런 자연의 문제마저도 사회적인 약자를 먼저 공격합니다.
폭염도 혹한도 그런 일이 생기면 노약자가 먼저 다친다거나 교통사고가 나도 가난한 사람이 먼저 돌아가시고 지진이 나도 취약한 주택에 사는 분들이 먼저 피해를 당하는 억울하지만 그런 것이 인간사회에 있습니다.

(중략) 정부가 예산으로 그 문제를 해결하는 데는 한계가 있습니다만 지자체 그리고 염치없는 부탁을 드리자면 향우들께서 내 고향의 경로당에 에어컨이 없다면 마음을 모아서 에어컨 한 대씩 선물하시는 그런 아름다운 나라가 되면 좋겠다는 생각도 해 봅니다.— 2017. 7. 6, 국정현안점검조정회의

2018년 4월 한국지역신문협회 인터뷰에서는 “소득이 낮으신 분, 연로하신 분, 장애를 가지신 분, 여성 이런 사회적 약자들께서도 꿈과 희망을 가지시고 인생을 사시고 자식을 키우실 수 있는 최소한 그 정도의 사회는 만들어야 한다고 생각합니다”라며 그의 소신을 밝힌 바 있다.

#### 외교‧안보‧보훈 분야
이낙연 총리는 투톱 정상외교, 한미동맹 강화, 보훈 강조, 재외국민 안전 관리 등 책임총리로서 외교와 안보･보훈분야에서도 중량감 있는 역할을 담당하고 있다고 일각에서 주장한다.
문재인 정부에서는 대통령과 총리의 역할을 분담하여 ‘투톱 정상외교’를 시행하였다. 문재인 대통령은 이 총리 취임 후 “중국이 부럽다. 중국은 부총리들이 많아 아프리카 깊은 곳까지 다닌다. 최대한 자주 (순방을) 나가달라”고 당부했다. 2018년 11월에는 “국무총리가 정상회담의 한 축으로 역할을 담당할 수 있도록 외교부가 노력해주기 바란다”, “다자회담의 경우 총리가 가는 것이 더 적절해 보인다”며 투톱외교를 대외적으로 여러 차례 밝히기도 했다. 2019년 7월 16일에도 문 대통령은 국무회의를 주재하며 “총리의 순방외교를 투톱외교라는 적극적인 관점으로 봐주길 바란다”고 특별히 강조했다. 총리로서는 최초로 2018년 7월 아프리카 순방 당시 대통령 전용기인 공군 1호기를 탑승하였으며, 이후 해외순방 시에도 특별한 사정이 없는 한 공군 1호기를 이용하였다. ‘투톱외교’ 방침에 따라 이낙연 총리는 취임 이후 2~3개월에 한 번꼴로 해외 순방에 나섰다. 다자회의 3회(세계물포럼, 동방경제포럼, 보아오포럼)를 포함해 총 11회 총 24개국을 방문하여 외교 네트워크 강화, 우리 기업의 해외 수주전 지원, 외교 지평 확대를 위했다. 순방국가 중, 아시아만 10개국(오만‧쿠웨이트‧카타르‧인도네시아‧베트남‧방글라데시‧몽골‧중국‧키르기스스탄‧타지키스탄)에 달해 문재인 정부의 신북방‧신남방 외교의 외연 확대에 노력했다.
일본 정부는 2018년 10월말 한국 대법원의 강제징용 판결에 대한 보복성 조치로 2019년 7월 4일부터 반도체 생산에 필수적인 품목에 대한 수출규제를 강화하고, 8월 28일에는 한국을 백색국가 명단(화이트리스트)에서 제외시켰다. 문재인 정부도 안보상 민감한 군사정보 교류를 목적으로 체결한 협정을 지속시키는 것이 대한민국의 국익에 부합하지 않는다고 판단, 8월 22일에는 11월 22일로 기한이 도래하는 ‘한일군사정보보호협정(GSOMIA)’을 종료키로 결정했다.
이러한 대치 상황에서 이 총리가 한일 외교관계의 난맥을 푸는 열쇠가 될 수 있을지 관심을 받았다. 이 총리는 동아일보 기자 시절 도쿄특파원을 지냈으며, 국회의원 시절에는 한일의원연맹 부회장을 역임하는 등 대표적인 ‘지일파’로 알려져 있다. 헌법상 외교‧안보 영역에서의 총리 역할이 제한되긴 하지만, 기존 틀에 과도하게 얽매이지 않는다면 정치권을 대표하는 ‘지일파’ 총리라는 장점을 발휘할 수 있다는 평가가 많다.
이 총리는 7월 아시아 4개국 방문 중 동행기자 간담회에서 일본 내 개인 네트워크를 활용하거나 접촉한 적이 있느냐는 질문에 대해 “없다고 말할 순 없다”며 물밑협상 노력이 있었음을 시사하기도 했다. 카타르 방문 당시 동행기자 간담회에서는 “한일 양국은 상호의존적 체제로 세계 경제 성장에 함께 기여해왔고 동북아 안보에 협력하며 기여해왔는데 이것을 흔들거나 손상을 줘선 안 된다”며 “그 점에서 일본이 현명치 못한 조치를 취한 것을 몹시 안타깝게 생각한다”고 덧붙이기도 하였다.
이 총리는 최근 일본 인맥을 활용해 조용히 움직이고 있는 것으로 알려졌는데, 한 여권 관계자는 한 언론과의 인터뷰에서 “이 총리는 일본의 정·재계, 언론계 인사와 아베 총리의 최측근과도 직접 만나거나 전화통화를 하고 있다”며 “일본 라인을 총동원해 한일 갈등의 해법을 찾고 있는 것”이라고 말했다. 실제로 이 총리는 8월에 누카가 후쿠시로 일한의원연맹 회장을 비롯해 일본 미즈호파이낸셜그룹의 사토 야스히로 회장을 독대하였으며, 9월에는 가와무라 다케오 일한의원연맹 간사장과 비공개로 만나 의견을 나누기도 했다.
한국과 일본은 오랜기간동안 상호의존적 체제로 경제를 발전시키면서 세계 경제의 성장과 인류의 행복증진에 함께 기여해온 관계다. 동시에 동북아의 안보에 함께 협력해 온 귀중한 동반자다. 이러한 소중한 자산은 결코 흔들려선 안된다고 생각한다. 결코 손상돼서도 안된다. 일본의 지도자들께서 그런 가치를 재확인하시고, 현명한 판단을 해주시기를 요청드린다.— 2019. 7. 16, 타지키스탄 방문 중 동행기자간담회

취임 이후, 6.25전쟁 기념식(매년 참석), 서해수호의 날 기념식(2년 연속 참석)에는 빠지지 않고 참석하였다. 또 3․1절, 현충일 등 주요 보훈 관련 기념일에는 독립유공자․참전유공자 방문 등을 통해 감사의 뜻을 전해왔다.
2019년은 3･1운동과 대한민국임시정부 수립 100주년이 되는 해다. 이낙연은 1월 12일 민족대표 33인의 우두머리격인 의암 손병희 묘소(서울 수유리) 참배를 시작으로 연중 다양한 행보를 보였다. 3월 1일에는 망우공원묘지 독립유공자 묘역의 13도 창의군 탑을 비롯하여 만해 한용운 묘소, 오세창 묘소 등을 참배하였으며, 열사 유관순의 일대기를 영화화한 ‘항거’를 유관순 유가족과 함께 관람하였다. 이 총리는 이후 SNS에 “영화가 끝나고 일어서는 사람이 없었다. 저도 한동안 앉아 있었다”며 “소감을 물으시는 기자들께 아무 답변도 해드리지 못했습니다. 역사의 무게다”라는 글을 남겼다. 다음날인 3월 2일에는 제암리 3･1운동 순국 유적지를 방문하였고, 3월 8일에는 단재 신채호 생가를 찾아 동상에 헌화하였으며, 3월 13일에는 서대문형무소 역사관을 방문하여 3･1운동 100주년 문화재 전시회장을 둘러보기도 하였다. 4월 9일에는 애국지사 이재수를 비롯해 애국지사 김태연과 강영각의 유해봉영식에 참석하여 훈･포장을 헌정하기도 하였다.
2019년 6월 6일 현충일을 맞아 서울중앙보훈병원을 찾은 이 총리는 “돌아가신 국가유공자분들을 추모하는 것도 중요하지만 살아계신 분들에 대한 건강관리도 당연한 보훈행정”이라고 언급했다. 특히, 서류가 손실돼 전쟁으로 인한 부상으로 인정받지 못하고 있다는 한 참전용사의 하소연을 듣고, 그분을 위로하며 담당자에게 세밀하게 지시한 내용을 담은 KTV 유튜브 동영상은 화제가 되기도 했다.
2019년 3월 중국 충칭에서 열린 한국광복군 총사령부 복원 기념식에서 이 총리는 “대한민국 정부는 독립유공자와 후손들을 찾아 감사드리고, 그 발자취를 보존하기 위해 노력하고 있다. 광복군 총사령부 복원은 그런 책무의 일환”이라고 밝혔으며, 임정 청사를 방문하여 방명록에 “대한민국 임시정부의 법통이 지금의 대한민국에 계승됐습니다. 대한민국 국민은 그 영광스러운 뿌리를 자랑스럽게 기억합니다”라고 썼다. 7월 18일 키르기스스탄 순방시에는 구한말 의병장으로 활약하다 서대문형무소 제1호 사형수로 생을 마감한 왕산 허위의 후손들과 환담을 갖고, 나라를 위해 헌신한 독립유공자들의 정신에 대해 존경과 감사의 뜻을 전했다.

### 국무총리 퇴임 후 정치 활동
2020년 1월 13일 열린 국회 본회의에서 정세균 국무총리 후보자 임명동의안이 가결되어 정세균 의원이 문재인 정부 2대 국무총리로 확정됐다. 전임자인 국무총리 이낙연은 1월 14일을 총리직에서 공식 퇴임했다. 1987년 이후 2020년 기준으로 대한민국 역대 국무총리 중 재임기간이 가장 긴 총리라는 기록을 세웠다.
2020년 2월 3일, 21대 총선 서울 종로 선거구 더불어민주당 예비후보로 등록했다. 4월 15일에 열린 21대 총선에서 미래통합당의 황교안 후보를 꺾고 21대 국회의원으로 당선되었다.
2020년 8월에는 이해찬의 후임으로써 더불어민주당 대표로 선출됐다. 이듬해 2021년 1월에 민주당 대표 이낙연은 이명박-박근혜 두 전직 대통령 사면 건의 검토론 등을 충분히 고려할수도 있다며 국민통합의 취지를 내세우기도 했다.
그리고 이낙연은 2021년 3월 9일, 재보궐선거를 얼마 앞두고 제20대 대통령 선거 당 경선에 출마하기 위하여, 더불어민주당 대표직에서 퇴임했다.
2021년 4월 7일 치러진 재보선에서 자당 귀책 사유로 선거가 치러졌기 때문에 후보를 내면 안되나 본인의 대권가도를 위해 억지로 당규를 개정하여 후보를 공천하였지만 제1야당인 국민의힘에게 역사에 남을 대패를 기록하면서 사실상 대권에서 탈락하였다.
2020년 5월에 여론조사만 하더라도 지지율이 40.2%로 압도적 1위였으나 2021년 이후엔 홍준표에게도 지지율이 밀리며 윤석열과 이재명의 2강 홍준표의 1중 구도에도 밀린 지지율 4위 한자릿수 군소후보로 추락하여 안철수 국민의당 대표와 경쟁하는 형국이 되어버렸다.
2021년 6월부터 있던 더불어민주당 대선 후보 경선엔 참여하였으며, 2021년 9월 8일에 국회의원직 사퇴를 선언했다. 경쟁후보였던 경기지사인 이재명에게 15만표가 밀리며 결국 대권 도전이 좌절되었다.
대한민국 제20대 대통령 선거 더불어민주당 후보 경선에서 2021년 9월 13일 정세균이 중도사퇴하고 특별당규 제 59조의 1에 따라 그 득표를 민주당 선관위가 무효처리 하였다. 이에 이낙연 캠프는 16일 '투표자의 귀책 사유가 아닌 이유로 후보자가 사퇴했는데 그걸 소급해서 투표 자체를 없었던 것으로 하는 건 주권자에 대한 올바른 대접이 아니다'는 이유로 이의를 제기하였다. 이낙연 캠프의 박광온 의원은 30일 추가로 “특별당규 59조 소급적용 안돼, 장래효력 염두에 둔 조항” “59조(후보자 사퇴)·60조(결선투표) 충돌시 60조 우선해야”라며 공개적으로 이의제기를 하였다. 더불어민주당 현행 일반당규에 의하면 대선 경선 룰인 특별당규에 대한 해석에 이의가 있으면 당무위원회가 이를 최종 유권해석하게 되어 있다. 그러나 당무위원회 개최도 없이 민주당 선관위원회(당시 더민주 선관위 상임대변인 이상민 의원)는 자체 해석으로 선거를 속행하였다. 10월 10일, 이러한 상황에서 경선이 종료되자 이낙연캠프는 경선 과정에서 사퇴한 정세균과 김두관 후보의 ‘사퇴 후보 득표 무효 처리 문제’를 두고 특별당규 제 59조의 1 유권해석 없이는 경선 결과를 수용하지 않겠다고 선언했다. 이는 당무위원회 개최를 정식으로 요구한 것으로 해석된다.
정세균은 원론적으로 승복을 주문하였으나 김두관은 이낙연 후보의 대승적 결단을 말하면서도 민주당의 당규에 따른 절차 진행을 요구하였다. 문재인 대통령은 즉시 지명 축하를 전했으나 당내 갈등 수습이 당선자와의 회동 선결조건임이 드러났다.
이에 따라 2021년 10월 13일 오후 더불어민주당 당무위원회가 소집되었고 2시간의 격론 끝에 박수로 이의제기는 기각되었다. 이낙연은 즉시 페이스북을 통해 수용의 뜻을 밝혀 논란은 일단락된다.

#### 신당 창당으로 제3지대 관련 재기 활동
2024년 1월 3일, 더불어민주당을 탈당하고, 자신의 계파 '친낙계'가 사실상 주축을 이루어, 이낙연 신당(새로운미래)의 창당 작업에 나섰다. 결국 2월 4일, 새로운미래를 창당하였고, 당초 새로운미래에는 현역이 아직 없었으며, 결국 비명계 계파 원칙과 상식 3인 중 김종민은 이낙연과의 통합에 합의 및 동의하면서 김종민 의원이 이낙연을 따라 새미래 창당에 참여했고, 급기야는 나머지 원칙과 상식의 구성원과 새로운미래 등은 함께 개혁신당으로 통합한다고 발표했다.
그러나 결국 개혁신당의 이준석 현직 공동 대표 측은, 2024년 2월 20일 새로운미래의 이낙연 현직 공동 대표 측과 사실상 서로 돌이키지 못할 갈등이 불거져, 이낙연과 김종민은 2024년 2월 19일을 기하여, 새로운미래로 차라리 다시 돌아간다고 발표했다.
초대 새로운미래 공동대표 이낙연은 2024년 3월 11일, 광주 광산 을 지역구에 제22대 총선 새로운미래 후보로 출마를 시사하면서, 민형배 더불어민주당 의원을 상대로 맞붙음하여 총선에 임할것임을 공표하였지만, 결국 2024년 4월 10일 제22대 총선으로써 열띤 접전 끝에 민주당 현역 의원 민형배 후보한테 처참히 패해, 이낙연 자신의 24년 정치 인생에서 선거 출마를 처음으로 낙선했다.

#### 21대 대선
2025년 제21대 대선 새미래민주당 예비 경선 후보 입후보 등으로써 나섰지만, 결국 《'이재명 폭주 저지 연대'라는 이름으로 '역사의 바다'를 건너겠다》라는 취지로써 대선 예비 경선 후보 사퇴 및 불출마를 스스로 선언했다.
대선 불출마 등의 요지는, 원래 2025년 4월 28일 출마를 선언했으나 5월 10일 21대 대선 불출마를 선언했다. 그러나 《'이재명 폭주 저지 연대'라는 이름으로 '역사의 바다'를 건너겠다》라는 취지는 밝혔다. 그러면서도 "아무리 불출마는 순전히도 나의 불출마지만, 다른 사람의 선거를 돕지도 않겠다."라고 하며 사실상 '반이재명 빅텐트' 참여에는 선을 그었다.
결국 2025년 5월 27일, 이낙연 새미래민주당 상임고문은 그렇게 '반이재명 빅텐트'에는 참여하지 않는 대신에 전직 국무총리 겸 대통령 권한대행 한덕수, 그리고 함운경 전직 제22대 국민의힘 총선 후보, 민경우·김경율 두 전직 국민의힘 비상대책위원 등과의 '반이재명 연립 연대'를 시도한 끝에 2025년 6월 1일 현재, 이명박 전직 대통령, 손학규 전직 경기도 도지사, 구주와 자유통일당 최고위원, 그리고 한덕수·황교안 두 전직 국무총리 겸 대통령 권한대행 등과 모두 함께 아우르며 김문수 국민의힘 대선 후보 지지를 선언했다.

## 학력
- 영광삼덕국민학교 졸업(1964년)
- 광주북성중학교 졸업(1967년)
- 광주제일고등학교 졸업(1970년)
- 서울대학교 법과대학 법학과 학사(1974년)
- 북한대학원대 석사 과정 재학(2021년 8월 입학. 이후 2022년 2월 휴학 끝에 2024년 8월 복학.)

## 경력
- 1978년 한국토지신탁 근무
- 1979년 동아일보 정치부·외신부·기획특집부 기자
- 1989년 동아일보 도쿄특파원
- 1994년 동아일보 정치부·기획부·국제부 차장
- 1997년 동아일보 논설위원
- 1999년 동아일보 국제부장
- 2000년 2월 1일 동아일보 퇴직
- 2000년 4월 13일: 대한민국 제16대 국회의원 선거 당선(전남 함평군·영광군, 새천년민주당 초선)
- 2000년 5월~2004년 5월 제16대 국회의원(전남 함평군·영광군, 새천년민주당, 초선)
  - 2000년 6월~2002년 5월 제16대 국회 전반기 통일외교통상위원회 위원
  - 2000년 제16대 국회 한일의원연맹 안보외교분과 부위원장
  - 2000년 6월~2002년 5월 제16대 국회 전반기 남북정상회담관련결의안기초특별위원회 위원
  - 2000년 제16대 국회 국무총리(이한동)인사청문회특별위원회 위원
  - 2000년 6월~2002년 5월 제16대 국회 전반기 예산결산특별위원회 위원
  - 2001년~2002년 제16대 국회 전반기 일본역사교과서왜곡시정을위한특별위원회 간사
  - 2002년 6월~2004년 5월 제16대 국회 후반기 국방위원회 간사
  - 2003년 6월~2004년 5월 제16대 국회 후반기 산업자원위원회 위원
  - 2003년 제16대 국회 과거사진상규명에관한특별위원회 위원
- 2000년 새천년민주당 남북정상회담지원 특별위원회 위원
- 2000년 새천년민주당 제1정책조정위원장
- 2000년~2004년 새천년민주당 전라남도 지부 함평군·영광군 지구당위원장
- 2001년 새천년민주당 대변인
- 2002년 새천년민주당 기획조정위원장
- 2002년 제16대 대통령 선거 새천년민주당 노무현 대통령 후보 대선기획단 부단장
- 2002년 새천년민주당 대변인
- 2002년 제16대 대통령 선거 새천년민주당 노무현 대통령 후보 중앙선거대책위원회 대변인
- 2002년 노무현 대통령 당선자 대변인
- 2003년 제16대 대통령 취임사 준비위원회 위원
- 2003년~2004년 새천년민주당 조순형 대표 비서실장
- 2003년~2004년 새천년민주당 기획조정위원장
- 2004년 제17대 국회의원 선거 새천년민주당 총선기획단 공동단장
- 2004년 4월 15일: 대한민국 제17대 국회의원 선거 당선(전남 함평군·영광군, 새천년민주당, 재선)
- 2004년 5월~2008년 5월 제17대 국회의원(전남 함평군·영광군, 새천년민주당→민주당→중도통합민주당→무소속→대통합민주신당→통합민주당, 재선)
  - 2004년 6월~2006년 5월 제17대 국회 전반기 건설교통위원회 위원
  - 2004년 6월~2006년 5월 제17대 국회 전반기 국회운영위원회 위원
  - 2004년 제17대 국회 한일의원연맹 사회문화분과 위원장
  - 2004년 6월~2006년 5월 제17대 국회 전반기 정치개혁특별위원회 위원
  - 2005년 6월~2006년 5월 제17대 국회 전반기 독도수호및일본의역사교과서왜곡대책특별위원회 위원
  - 2006년 제17대 국회 후반기 민족화해와번영을위한남북평화통일특별위원회 위원
  - 2007년 1월~2008년 5월 제17대 국회 후반기 정보위원회 간사
  - 2007년 제17대 국회 후반기 서해안유류오염사고대책특별위원회 위원
- 2004년~2005년 새천년민주당 원내대표
- 2005년~2006년 민주당 원내대표
- 2006년 사랑의 쌀 나눔운동본부 고문
- 2007년 민주당 부대표
- 2007년 중도통합민주당 최고위원
- 2007년~2008년 대통합민주신당 대변인
- 2007년 제17대 대통령 선거 대통합민주신당 정동영 대통령 후보 공보특보단장
- 2008년 4월 9일: 대한민국 제18대 국회의원 선거 당선(전남 함평군·영광군·장성군, 통합민주당, 3선)
- 2008년 5월~2012년 5월 제18대 국회의원(전남 함평군·영광군·장성군, 통합민주당→민주당→민주통합당, 3선)
  - 2008년 6월~2010년 5월 제18대 국회 전반기 농림수산식품위원회 위원장
  - 2008년 제18대 국회 지역균형발전협의체 공동회장
  - 2010년 6월~2012년 5월 제18대 국회 후반기 보건복지위원회 위원
- 2008년 한일의원연맹 부회장 겸 간사장
- 2008년~2011년 민주당 전라남도당 함평군·영광군·장성군 지역위원회 위원장
- 2010년~2011년 민주당 전라남도당 위원장
- 2010년 국회 UN새천년발전목표포럼(UN-MDGs) 공동대표
- 2010년~2011년 민주당 사무총장
- 2011년~2012년 민주통합당 전라남도당 위원장
- 2011년~2012년 민주통합당 전라남도당 함평군·영광군·장성군 지역위원회 위원장
- 2012년 4월 11일: 대한민국 제19대 국회의원 선거 당선(전남 담양군·함평군·영광군·장성군, 민주통합당, 4선)
- 2012년 5월~2014년 5월 제19대 국회의원(전남 담양군·함평군·영광군·장성군, 민주통합당→민주당→새정치민주연합, 4선)
  - 2012년 6월~2014년 5월 제19대 국회 전반기 기획재정위원회 위원
- 2012년 5월~2013년 5월 민주통합당 전라남도당 담양군·함평군·영광군·장성군 지역위원회 위원장
- 2012년 국회 민생포럼 회장
- 2012년 국회 UN새천년발전목표포럼(UN-MDGs) 공동대표
- 2012년 11월~2012년 12월 제18대 대통령 선거 민주통합당 문재인 대통령 후보 중앙선거대책위원회 공동선거대책위원장
- 2012년 한일의원연맹 수석부회장
- 2013년 5월~2014년 3월 민주당 전라남도당 담양군·함평군·영광군·장성군 지역위원회 위원장
- 2013년 민주당 전국대의원대회 중앙당선거관리위원장
- 2014년 6월 4일: 제6회 전국동시지방선거 당선(민선 6기, 전라남도지사, 새정치민주연합, 초선)
- 2014년 7월~2017년 5월 제37대 전라남도지사(민선 6기, 새정치민주연합→더불어민주당, 초선)
- 2014년 7월~2017년 5월 전남도립대학교 이사장
- 2014년 7월~2017년 5월 전남테크노파크 이사장
- 2014년~2015년 전국시도지사협의회 부회장
- 2016년~2017년 더불어민주당 전라남도당 상임고문
- 2016년 영호남시도지사협력회의 의장
- 2017년 빛가람혁신도시공공기관장협의회 공동회장
- 2017년 5월~2020년 1월 제45대 국무총리
- 2018년 3.1운동및대한민국임시정부수립100주년기념사업추진위원회 공동위원장
- 2019년 여성지도자 영부인 이희호 여사 사회장 장례위원회 공동장례위원장
- 2019년 2019 광주세계수영선수권대회 홍보대사
- 2020년 아시아문화경제진흥원 고문
- 2020년 1월~2020년 8월 더불어민주당 상임고문
- 2020년 3월~2020년 4월 제21대 국회의원 선거 더불어민주당 공동상임선대위원장
- 2020년 더불어민주당 코로나19 국난극복위원회 위원장
- 2020년 4월 15일: 대한민국 제21대 국회의원 선거 당선(서울 종로구, 더불어민주당, 5선)
  - 2020년 6월~2021년 9월 제21대 국회 전반기 문화체육관광위원회 위원
- 2020년 5월~2021년 9월 제21대 국회의원(서울 종로구, 더불어민주당, 5선)
- 2020년 5월~2022년 7월 더불어민주당 서울특별시당 종로구 지역위원회 위원장
- 2020년 8월~2021년 3월 제4대 더불어민주당 당대표
- 2020년 8월~2021년 3월 제13대 민주연구원 이사장
- 2020년 한-중동 의회외교포럼 공동회장
- 2021년 사단법인 연대와 공생 상임고문
- 2021년 4월~2024년 1월 더불어민주당 상임고문
- 2021년 7월~2021년 10월 제20대 대통령 선거 더불어민주당 대통령 경선후보(최종 2위)
- 2022년 2월~2020년 3월 제20대 대통령 선거 더불어민주당 이재명 대통령 후보 대한민국대전환 선거대책위원회 총괄선거대책위원장
- 2023년~2025년 5월 재단법인 김대중기념사업회 상임고문(제명)
- 2024년 1월 더불어민주당 탈당
- 2024년 1월~2024년 2월 새로운미래 인재영입위원장
- 2024년 2월 개혁신당 공동대표
- 2024년 2월~2024년 4월 새로운미래 공동대표 겸 인재영입위원장
- 2024년 3월~2024년 4월 제22대 국회의원 선거 새로운미래 선거대책위원회 상임고문
- 2024년 5월~2024년 9월 새로운미래 광주광역시당 광산구 을 지역위원회 위원장
- 2024년 8월~ 사단법인 국가과제연구원 이사장
- 2024년 9월~ 새미래민주당 상임고문
- 2025년 4월~2025년 5월 제21대 대통령 선거 새미래민주당 예비 경선 후보

## 논란

### 국무총리 인사청문회
2017년 5월 25일 이틀간 진행되는 이낙연 국무총리 후보자의 인사청문회를 앞두고 제기된 의혹은 다음과 같다.

#### 부인의 위장전입
이낙연의 부인은 1989년 3월 서울 종로구 평창동에서 강남구 논현동으로 전입했다가 그해 12월 다시 평창동으로 주소를 옮겼다. 이낙연은 미술 교사였던 부인의 학교 배정을 위해 위장 전입을 한 사실이 있다고 인정했다. 이낙연은 2017년 5월 24일 국회 인사청문회에서 국민의당 이태규 의원이 '이 후보자 배우자가 1989년 3월부터 12월까지 강남구 논현동에서 실제 거주했느냐'고 묻자 "실제 거주하지 않았다"고 답했다. '위장전입이 맞느냐'는 질문에 "그렇다"고 답했다.

#### 아들 군면제
이낙연의 아들은 대학교 1학년이던 2001년 8월 3급으로 현역입대 판정을 받았다. 하지만 4개월 뒤 운동을 하다 어깨를 다쳐 탈구가 발생했고 2002년 2월 세브란스병원에서 수술을 받았다. 이낙연의 아들은 같은 해 4월과 5월 재검을 받았지만 5급을 판정을 받으면서 군대에 가지 않았다. 이에 대해 인사청문회 준비단은 "이 후보자가 아들의 입대를 위해 병무청에 탄원서를 보내는 등 노력했지만, 규칙상 어렵다는 판정 결과를 받았다"며 탄원서 사본을 공개했다.

#### 아들의 증여세 탈루 의혹
이낙연의 아들이 1000만원이 넘는 증여세를 내지 않았다는 의혹도 제기됐다. 이낙연의 아들은 2013년 강남구 청담 삼익아파트의 전세를 얻는 과정에서 최소한 1억2200만원을 증여받은 것으로 보이는데 증여세를 납부한 실적이 없다는 것이다.
이에 대해 준비단은 "이 후보자의 아들과 아들의 배우자는 전세금액 3억4000만원의 아파트를 공동명의로 임차했다"며 "이 가운데 후보자의 아들이 부담한 금액은 1억원이고, 나머지 2억4000만원은 아들의 배우자가 부담했다"고 설명했다. 그러면서 "이 후보자의 아들이 부담한 1억원을 보면 은행예금으로 4000만원, 차량 매각대금으로 1600만원을 충당했고, 나머지는 결혼축의금 등으로 충당했다"며 "이는 증여세 부과 대상이 아니다"라고 해명했다.
또 아들의 지출이 소득의 2배가 넘는다는 의혹도 제기됐다. 이에 대해 이낙연 측은 이낙연의 아들이 신용대출을 받아 모자란 돈을 사용한 것으로 파악하고 있다며 구체적인 내용은 청문회에서 설명하겠다고 밝혔다.

#### 모친 아파트 시세차익 의혹
이낙연의 어머니가 2001년 서울 강남구 도곡동 우성아파트를 1억7200만원에 사고 2005년 4억1500만원에 팔아 4년 만에 2억4300만원의 차익을 올렸다는 의혹이 제기됐다. 이낙연의 모친은 전입신고는 했지만, 실제로 거주는 하지 않은 것으로 알려졌다.
준비단은 "이 후보자의 셋째 동생이 모친을 모시겠다 했지만, 모친이 서울 생활을 거부했다"며 "셋째 동생은 시세차익 1억5000만원을 세무당국에 신고하고, 양도소득세 2489만원을 납부했다. 동생의 위법사항을 파악해 조기매각 권유 등 조치를 취했지만, 예방하지 못해 송구스럽게 생각한다"며 사과했다.

### 국무총리 임명 이후

#### 동생의 불법 취업과 수주 특혜 논란
이낙연 총리의 동생 이계연이 공직자윤리법을 위반한 것이 논란이 되었다. 보험사 임원을 거쳐 공공기관인 전남신용보증재단 이사장을 역임하다 퇴직한 이계연은 SM그룹의 계열사 SM삼환 대표이사로 취임하였다가 후술할 구설수로 취임한 지 1년 반만인 2019년 11월 18일 대표이사직을 사퇴하였다. 곽상도 자유한국당 의원실이 입수한 서울중앙지법 결정문에 따르면, 이씨는 취업 심사 대상자가 퇴직일로부터 3년 안에 재취업할 경우 관할 공직자윤리위원회에 신고하게 돼 있는 공직자윤리법(제18조)을 어긴 채, 신고 없이 퇴직 22개월 만에 SM삼환 대표로 재취업해 지난 10월 과태료 처분을 받았다는 것이었다. 곽상도 의원은 “신고를 할 경우, 취업제한 판단을 받을 가능성이 크기 때문에 아예 신청 자체를 하지 않는 편법을 쓴 것 아니냐”고 주장했다. 또한 SM그룹의 관급공사와 정부 수주가 급증한 것을 지적했다.
이 총리 측은 "이 씨가 취업 심사를 받지 않아 과태료 처분을 받은 것은 사실"이라고 인정하면서도 "다만 입찰 시스템상 사람이 개입할 여지가 없는데 이 총리의 동생이라 수주하게 됐다는 것은 팩트에 근거하지 않은 흠집 내기용 주장"이라고 반박했다.

#### 총리 연설문 대필 논란
2018년 10월 국정감사 결과 이낙연의 연설문은 외부의 민간인이 작성한 것으로 밝혀졌다. 총리실은 해당 민간인에게 2017년 12월부터 2018년 9월까지 약 10개월간 ‘국무총리 연설문 작성 사례금 및 회의 참석 교통비 지급’ 명목으로 980여만 원을 지급하였다. 자유한국당 김진태 의원은 “최순실이 연설문을 고쳤다고 탄핵까지 당했다”며 이 민간인을 ‘비선’이라 주장하였다. 이낙연 총리실은 2018년 11월에 연설문을 작성한 민간인을 공보실에 특별채용하였다.

#### 부동산 매각 논란
이낙연 전 국무총리는 제21대 국회의원 선거에 출마하기 전, 서울특별시 서초구 잠원동에 위치한 본인의 아파트에 대하여 2020년 1월 18일 자신의 페이스북을 통하여 2019년 12월 11일에 팔려고 내놓았다고 밝혔다. 그러나 조선일보는 이낙연의 아파트가 2019년 12월 11일에 매물로 나온 적이 없으며 논란이 되자 약 40일 후인 2020년 1월 20일 저녁에야 시장에 매물로 나왔다고 주장하였다. 이에 대해 이낙연은 2019년 12월 11일에 자신의 아파트가 매물로 올라온 부동산중개소 매매정보 화면을 공개하면서, 빨리 이사하고 싶었으나 거래 문의가 없어 전세로 전환하였다고 반박하였다.

#### 아파트 갭 투자
2020년 종로구 내수동 경희궁의아침 3단지 전용 174m2를 17억5000만원에 매입하면서 임대보증금(이낙연 8억원 부인 4억원으로 채무 처리)이 12억원으로 실제 5억5000만원을 부담했다

## 저서
- 『80년대 정치현장 : 정치부 기자수첩』(1989, 공저)
- 『때론 치열하게 때로는 나지막이』(2000, 공저)
- 『세상이야기』(2000)
- 『이낙연의 낮은 목소리』(2003)
- 『어머니의 추억』(2007, 공저)
- 『食 전쟁, 한국의 길』(2009)
- 『농업은 죽지 않는다』(2012)
- 『전남, 땀으로 적시다』(2014)
- 『이낙연의 약속』(2021)
- 『대한민국 생존전략』(2023)

## 관련 서적
- 2017년 총리의 언어(유종민 저)

## 수상
- 제1회 대한민국 헌정대상 (2020)
- 국정감사 NGO모니터단 국정감사 우수의원(2003, 2004, 2005, 2006, 2007, 2011, 2012, 2013)
- 사단법인 환경실천연합회 환경실천인 대상(친환경정책부문)(2004)
- 바른사회시민회의국정감사 우수의원상(2006, 2007)
- 사단법인 전국지역신문협회 의정대상(국회의원 부문)(2007)
- 국정감사 NGO모니터단 국정감사 우수 상임위원장(2008)
- 국정감사 NGO모니터단 국정감사 최우수 상임위원장(2009)
- 사단법인 한국 매니페스토실천본부 제1회 매니페스토 약속대상 국회의원부문 우수상(2009)
- 사단법인 한국농업경영인중앙연합회 우수 국감 위원장상(2009)
- 사단법인 사랑의 쌀 나눔 운동본부 특별상(2009)
- 뉴스매거진신문사 뉴스매거진 의정대상(2009)
- 사단법인 세계음식문화연구원 대한민국 식문화를 빛낸 자랑스런 한국인상(2009)
- 산림환경신문 대한민국 산림환경대상(정책)(2009)
- 한국농민문학회 농민문화상(2010)
- 사단법인 한국매니페스토실천본부 제2회 매니페스토 약속대상 국회의원부문 우수상(2010)
- 사단법인 한국유권자총연맹 국정감사최우수 국회의원 대상(2010)
- 사단법인 한국유권자총연맹 정치문화공로 대상(2011)
- 법률(소비자)연맹 대한민국 헌정대상(2011)
- 사단법인 대한노인회 노인복지대상(2011)
- 사단법인 한국여성유권자연맹 자랑스러운 국회의원상(2011)
- 경찰기독신문 대한민국 대한국인 대상(정치부문)(2012)
- 국회 입법 및 정책개발 우수 국회의원 (2012)
- 사단법인 한국유권자총연맹 국정감사 최우수 국회의원 대상(2012, 2013)
- 사단법인 한국언론사협회 2013국제평화언론대상 의정부문 최우수상(2013)
- 국회 입법 및 정책개발 우수 국회의원(2013)
- 중앙일보 대한민국 경제리더 대상(2016)
- 사단법인 한국공공자치연구원, 지역정책연구포럼 2016 올해의 지방자치 CEO(2016)

## 역대 선거 결과
|  | 60.20% |

|  | 55.28% |

|  | 67.93% |

|  | 77.32% |

|  | 77.96% |

|  | 58.38% |

|  | 13.84% |

## 소속 정당
| 소속 정당 | 소속 정당      | 소속 기간 | 비고           |
| --------- | -------------- | --------- | -------------- |
|           | 새천년민주당   | 2000~2005 | 정계 입문      |
|           | 민주당         | 2005~2007 | 당명 변경      |
|           | 중도통합민주당 | 2007      | 합당           |
|           | 무소속         | 2007      | 탈당           |
|           | 대통합민주신당 | 2007~2008 | 창당           |
|           | 통합민주당     | 2008      | 합당           |
|           | 민주당         | 2008~2011 | 당명 변경      |
|           | 민주통합당     | 2011~2013 | 합당           |
|           | 민주당         | 2013~2014 | 당명 변경      |
|           | 새정치민주연합 | 2014~2015 | 합당           |
|           | 더불어민주당   | 2015~2024 | 당명 변경      |
|           | 무소속         | 2024      | 탈당           |
|           | 새로운미래     | 2024      | 창당준비위원회 |
|           | 개혁신당       | 2024      | 입당           |
|           | 무소속         | 2024      | 탈당           |
|           | 새로운미래     | 2024      | 창당           |
|           | 새미래민주당   | 2024~현재 | 당명 변경      |

## 같이 보기
- 대한민국의 국무총리
- 전라남도지사
- 담양군의 국회의원
- 함평군의 국회의원
- 영광군의 국회의원
- 장성군의 국회의원
- 서울 종로구의 국회의원
- 함평군·영광군
- 함평군·영광군·장성군
- 담양군·함평군·영광군·장성군
- 종로구 (1988년 선거구)

## 가족 관계
- 아버지: 이현옥(1921년 12월 8일~1991년 5월 13일) - 첫 개명하여 이두열 이후 마지막 개명하여 이두만
- 어머니: 진소임(1926년 12월 11일~2018년 3월 25일)
  - 형제 자매: 4남 3녀(이외 3명의 형제자매들은 모두 어린 시절에 질병으로 요절)
  - 본인: 이낙연 - 모든 형제자매들 6남 4녀 가운데 3남(셋째아들)이자 네번째
  - 배우자: 김숙희(1955년 12월 6일~) - 이화여대 서양화과 학사 및 동 교육대학원 석사 출신이자 중고등학교 미술 교사 출신.
    - 아들: 이동한(1982년 3월 15일~)
    - 며느리: 한소정(1983년 2월 4일~) - 빠른생일 적용자로, 1995년에 졸업했던 같은 초등학교 동창인 남편 이동한과는 차라리 동갑내기로, 클래식 음악 연주가.
      - 맏손녀딸: 이솔(2015년~)
      - 막내손자: 이조헌(2017년~)